# Biedronka siedmiokropka
Biedronka siedmiokropka, boża krówka (Coccinella septempunctata) – gatunek chrząszcza z rodziny biedronkowatych. Powszechnie występująca w Europie. Jedna z 76 występujących w Polsce biedronkowatych, potocznie nazywana bożą krówką.

## Budowa
Ciało długości od 6 (według innych źródeł od 6,5) do 8 mm. Głowa czarna z jasnymi plamkami przy oczach. Na czarnym przedpleczu jasne plamki w kątach przednio-bocznych, po stronie spodniej małe, trójkątne i sięgające ⅓ długości części grzbietowej plamki. Błyszczące, czerwone pokrywy mają łącznie 7 czarnych kropek: trzy na każdej z nich i jedną wspólną, zlokalizowaną pod tarczką. Ponadto po bokach tarczki występują na pokrywach dwie białe plamki. Wyjątkowo czarne kropki mogą być połączone wąskimi przepaskami lub zanikać. Najdalej z tyłu położona plamka leży przy brzegu bocznym pokrywy.
Dymorfizm płciowy słabo zaznaczony. Samice są przeciętnie większe i cięższe od samców. Samce mają tylny brzeg siódmego sternitu odwłoka wyraźnie wykrojony, co umożliwia im wygięcie odwłoka w przód w czasie kopulacji. U samic tylny brzeg tego sternitu jest prosty.

## Biologia i ekologia

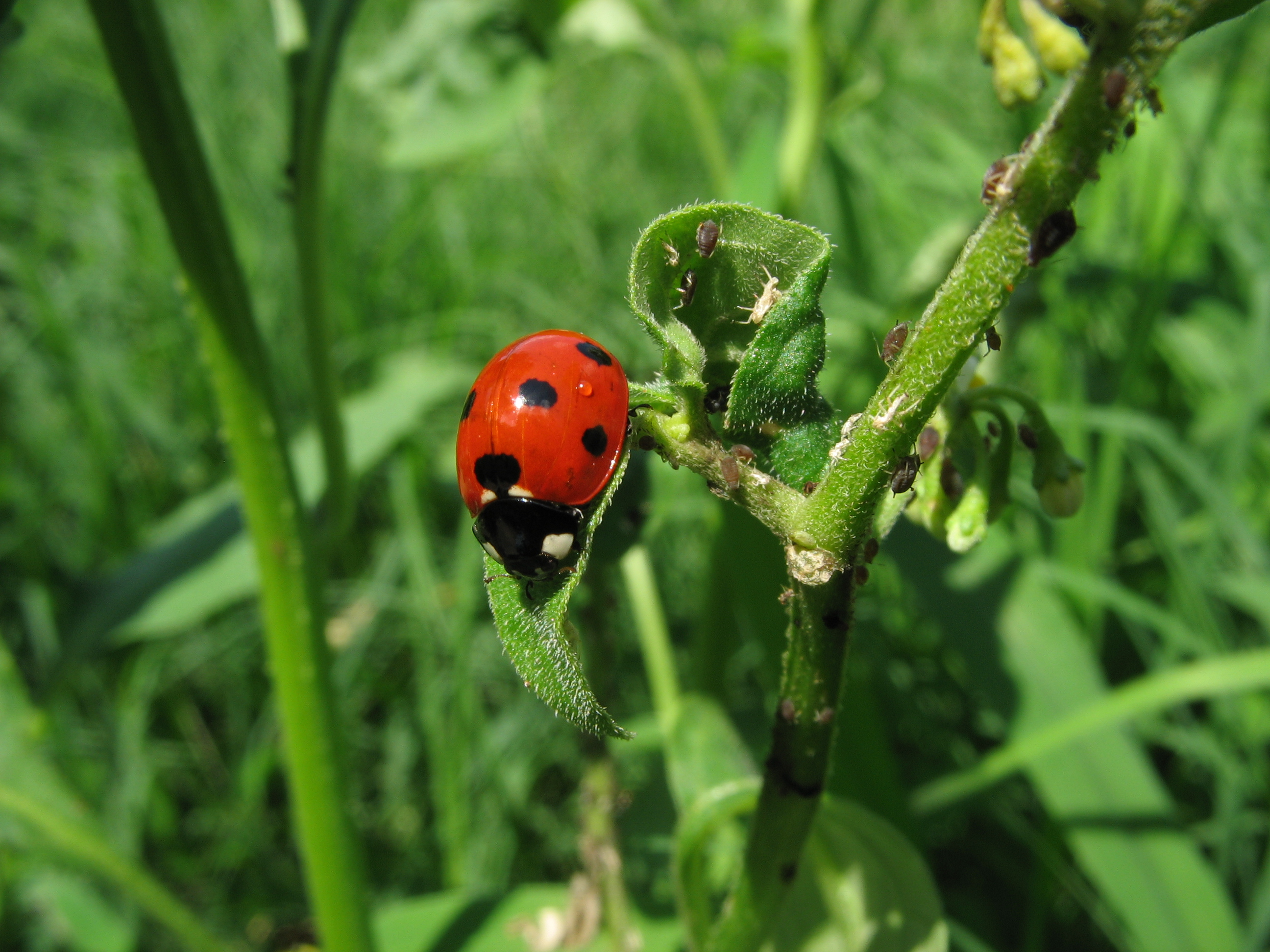
Biedronka w otoczeniu mszyc

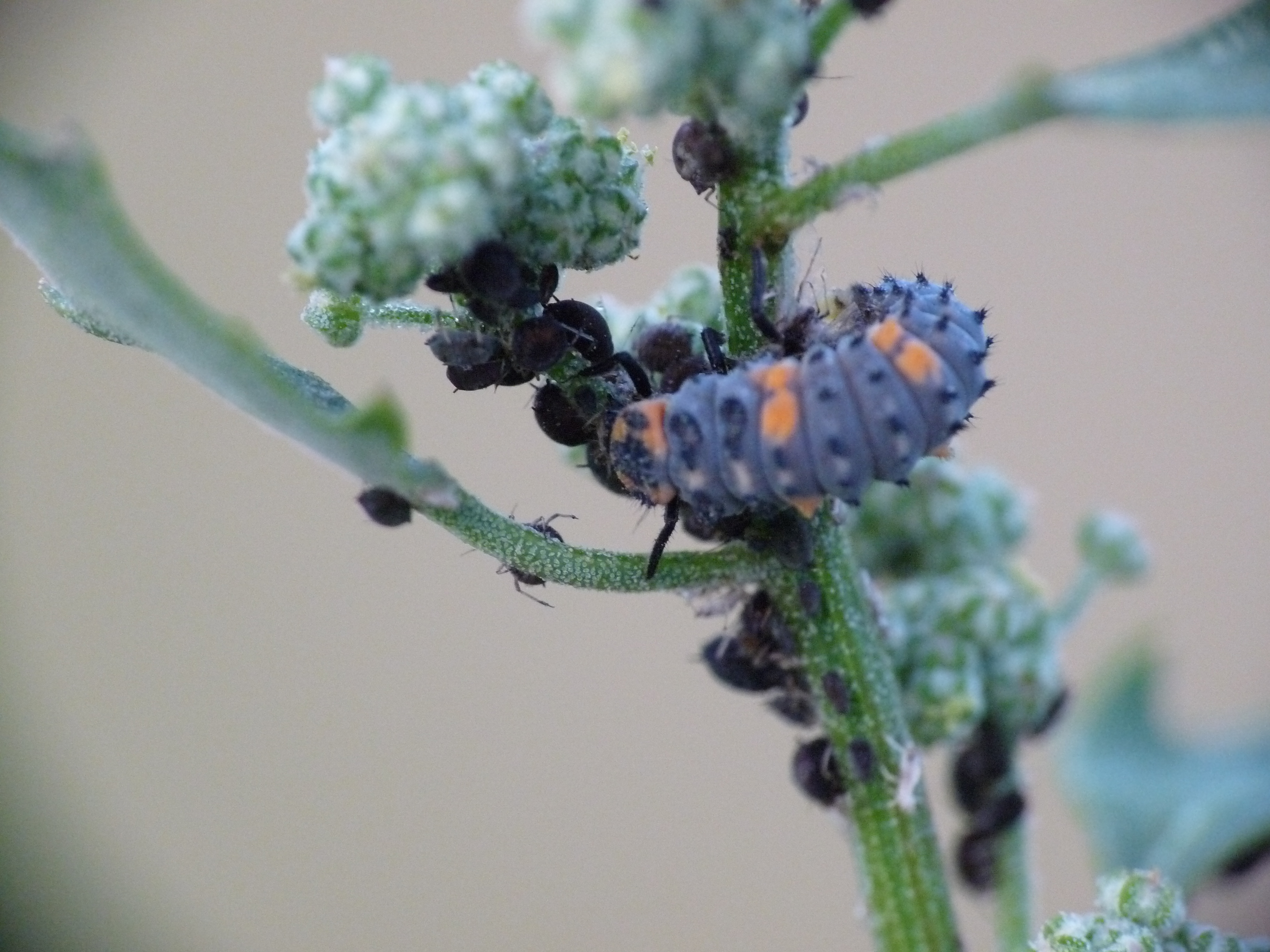
Larwa żerująca na mszycach

PożywienieBiedronka ta odżywia się mszycami, czerwcami, miodówkami i przędziorkami, a także drobnymi larwami motyli i muchówek. Drapieżne są larwy i imago. Dorosła biedronka zjada kilkadziesiąt mszyc dziennie, a larwa zjada do ponad 600 mszyc w ciągu swojego rozwoju. Wśród larw biedronek stwierdzono zjawisko wzajemnego pożerania się (kanibalizm), dotyczy to zarówno jaj, jak i larw.
Larwy i jajaSkłada żółte, owalne jajeczka w liczbie ok. 40 sztuk na różnych częściach roślin zaatakowanych przez mszyce.
ŚrodowiskoChrząszcz ten przebywa wszędzie tam, gdzie w dużych ilościach występują mszyce. Biedronka najczęściej zamieszkuje pola, łąki, miejskie parki, sady oraz ogrody. Zimują dorosłe osobniki – w kryjówkach na korze drzew i w ściółce, wśród opadniętych liści.
Chemia obronnaW jajach oraz hemolimfie larw i dorosłych znajdują się trujące alakaloidy, jak kokcinellina, które skutecznie odstraszają broniące kolonii mszyc mrówki. Dorosłe siedmiokropki mogą przez pory stawów udowo-goleniowych wydzielić krople hemolimfy w ilości stanowiącej nawet 20% masy ciała

## Rozprzestrzenienie
Zasiedla Palearktykę i Indie. W latach 1956–71 biedronkę tę kilkakrotnie introdukowano do Ameryki Północnej w celu biologicznego zwalczania mszyc. Od 1973 obserwuje się rozprzestrzenianie gatunku w Stanach Zjednoczonych i Kanadzie.

## Biedronka w kulturze
Biedronka była motywem w niektórych wierszach ks. Jana Twardowskiego. Nad biedronką zamyśla się nawet papież z policzkiem na ręku („Mrówko ważko biedronko”), natomiast sam ks. Jan w „Modlitwie do św. Jana od Krzyża” prosi, aby nazywać jego samego „Janem od Biedronki”.